# Eugène Flachat
Eugène Flachat (París, 1802 – Arcachon, 16 de juny de 1873) va ser un enginyer civil francès. Va fer els seus primers estudis al liceu Bonaparte (actualment lycée Condorcet). Va col·laborar en els projectes d'una de les primeres línies de ferrocarril franceses, París - Le Pecq inaugurada el 28 d'agost de 1837, més tard la de París a Versalles RD (1840-1842). Va ser el constructor de la primera estació de ferrocarril de París. També va redissenyar la parisenca estació de Saint-Lazare l'any 1851 i altres projectes relacionats amb els ferrocarrils. Un carrer de París porta el seu nom. El seu cognom és un 72 noms que estan inscrits a la Torre Eiffel.